# Monghidoro
Monghidoro es un municipio situado en el territorio de la Provincia de Bolonia, en Emilia-Romaña (Italia).

## Demografía
| Gráfica de evolución demográfica de Monghidoro entre 1861 y 2001 |
|                                                                  |
| Fuente ISTAT - elaboración gráfica de Wikipedia                  |

## Personajes famosos
- Giordano Berti (1959), escritor italiano.
- Gianni Morandi (1944), cantante, actor y presentador de televisión italiano.